# PlayChoice-10
PlayChoice-10 foi uma máquina de arcade que podia conter até 10 jogos diferentes antes disponíveis para o console Nintendo Entertainment System (NES). Os jogos para este sistema eram arquivados na forma modelo de placas de circuito que poderiam ser conectadas em um dos dez espaços na placa-mãe do PlayChoice-10.